# Павліна Райзлова
Павліна Райзлова (чеськ. Pavlína Rajzlová; нар. 23 травня 1972) — колишня чеська тенісистка.
Найвищу одиночну позицію світового рейтингу — 175 місце досягла 4 липня 1994, парну — 127 місце — 26 липня 1993 року.
Здобула 2 одиночні та 8 парних титулів туру ITF.
Завершила кар'єру 1997 року.

## Фінали турнірів WTA

### Парний розряд: 1 (поразка)
| Результат | Дата     | Турнір                  | Покриття | Партнерка | Суперниці             | Рахунок  |
| --------- | -------- | ----------------------- | -------- | --------- | --------------------- | -------- |
| Поразка   | Лип 1993 | Gastein Ladies, Австрія | Ґрунт    | Мая Мурич | Домінік Монамі Лі Фан | 2–6, 1–6 |

## Фінали ITF

### Одиночний розряд: 2 (2–0)
| Легенда         |
| --------------- |
| турніри $25,000 |
| турніри $10,000 |

| Результат | Ранг | Дата           | Турнір                  | Покриття | Суперниця    | Рахунок        |
| --------- | ---- | -------------- | ----------------------- | -------- | ------------ | -------------- |
| Перемога  | 1.   | 24 лютого 1992 | ITF Кастельйон, Іспанія | Ґрунт    | Івона Хорват | 7–6, 6–2       |
| Перемога  | 2.   | 15 червня 1992 | ITF Марибор, Словенія   | Ґрунт    | Мая Мурич    | 7–6(3), 7–6(5) |

### Парний розряд: 15 (8–7)
| Результат | Ранг | Дата            | Турнір                          | Покриття  | Партнерка            | Суперниці                              | Рахунок       |
| --------- | ---- | --------------- | ------------------------------- | --------- | -------------------- | -------------------------------------- | ------------- |
| Перемога  | 1.   | 25 березня 1991 | ITF Путіньяно, Італія           | Тверде    | Катаріна Студенікова | Джованна Каротенуто Мар'я-Лійса Куурне | 6–4, 6–2      |
| Перемога  | 2.   | 5 серпня 1991   | ITF Падерборн, Німеччина        | Ґрунт     | Івана Гаврлікова     | Надя Байк Майке Бабель                 | 6–4, 6–0      |
| Поразка   | 3.   | 12 серпня 1991  | ITF Мюнхен, Німеччина           | Ґрунт     | Івана Гаврлікова     | Жанетта Гусарова Ірина Звєрєва         | 5–7, 2–6      |
| Перемога  | 4.   | 5 серпня 1991   | ITF Клагенфурт, Австрія         | Ґрунт     | Івана Гаврлікова     | Катержина Влчкова Алена Вашкова        | 5–7, 6–2, 6–4 |
| Перемога  | 5.   | 2 березня 1992  | ITF Гранада, Іспанія            | Тверде    | Погорелова Олена     | Марія Марфіна Комлева Світлана         | 6–4, 7–6(5)   |
| Перемога  | 6.   | 9 березня 1992  | ITF Кастельйон, Іспанія         | Ґрунт     | Ева Мартінцова       | Івона Хорват Жанетта Гусарова          | 7–5, 2–6, 6–1 |
| Перемога  | 7.   | 15 червня 1992  | ITF Марибор, Словенія           | Ґрунт     | Рената Кохта         | Тіна Кріжан Карин Лушниць              | 2–6, 6–4, 6–4 |
| Перемога  | 8.   | 4 серпня 1992   | ITF Файгінген, Німеччина        | Ґрунт     | Ева Мартінцова       | Йоаннетта Крюгер Елена Пампулова       | 6–4, 6–0      |
| Перемога  | 9.   | 11 січня 1993   | ITF Кобург, Німеччина           | Килим (i) | Івана Гаврлікова     | Забіне Ауер Гайке Томс                 | 6–3, 6–0      |
| Поразка   | 10.  | 1 лютого 1993   | ITF Ньюкасл, Велика Британія    | Килим (i) | Гелена Вілдова       | Наталія Єгорова Світлана Пархоменко    | 4–6, 6–7, 0–6 |
| Поразка   | 11.  | 8 лютого 1993   | ITF Сандерленд, Велика Британія | Килим (i) | Гелена Вілдова       | Наталія Єгорова Світлана Пархоменко    | 6–2, 1–6, 6–7 |
| Поразка   | 12.  | 1 березня 1993  | ITF Кашкайш, Португалія         | Ґрунт     | Гелена Вілдова       | Лара Біттер Амі ван Бюрен              | 1–6, 6–2, 3–6 |
| Поразка   | 13.  | 12 квітня 1993  | ITF Нойдерфль, Австрія          | Ґрунт     | Івана Гаврлікова     | Зузана Немшакова Ленка Немечкова       | 6–4, 4–6, 2–6 |
| Поразка   | 14.  | 14 липня 1996   | ITF Пухгайм, Німеччина          | Ґрунт     | Сабіне Гас           | Ева Мартінцова Алена Вашкова           | 2–6, 7–5, 1–6 |
| Поразка   | 15.  | 21 липня 1996   | ITF Дармштадт, Німеччина        | Ґрунт     | Ленка Ценкова        | Адріана Барна Анка Барна               | 6–4, 3–6, 3–6 |